# 6 أكتوبر (شمال سيناء)
6 أكتوبر إحدى قرى مركز بئر العبد التابع لمحافظة شمال سيناء بجمهورية مصر العربية.